# Christian Giscos
Christian Giscos – francuski kolarz torowy, dwukrotny medalista mistrzostw świata.

## Kariera
Pierwszy sukces w karierze Christian Giscos osiągnął w 1962 roku, kiedy zdobył brązowy medal w wyścigu ze startu zatrzymanego amatorów podczas mistrzostw świata w Mediolanie. W zawodach tych wyprzedzili go jedynie Belg Romain De Loof oraz Szwajcar Heinz Läuppi. Taki sam wynik Francuz osiągnął na rozgrywanych cztery lata później mistrzostwach świata we Frankfurcie, gdzie tym razem lepsi okazali się tylko dwaj reprezentanci Holandii: Piet de Wit oraz Bert Romijn. Giscos nigdy nie wystartował na igrzyskach olimpijskich.